# Чемпионат регби 2015
Чемпионат регби 2015 — 20-й ежегодный турнир по регби-15 между сильнейшими сборными командами Южного полушария: Австралии, Новой Зеландии, ЮАР и Аргентины. Проходил с 17 июля по 08 августа 2015 года. Победителем стала сборная Австралия.

## Регламент
Чемпионат регби 2015 года был более коротким соревнованием, чем обычно, каждая команда играла друг с другом один раз, а не два раза (дома и в гостях). Это было сделано для того, чтобы у команд было больше времени на подготовку перед чемпионатом мира по регби 2015 года , который начался 18 сентября.
Побеждает команда, набравшая большее количество очков. Помимо очков за победу и ничью, можно, при выполнении определённых условиях, заработать бонусные очки:
- 4 очка за победу
- 2 очка за ничью
- 0 очков за поражение
- 1 очко за четыре или более занесённые командой попытки в матче, вне зависимости от конечного результата игры (бонус в атаке)
- 1 очко за проигрыш в матче с разницей в семь или менее очков (бонус в защите)

## Результаты

### Турнирная таблица
| № | Команда        | Игры | Игры | Игры | Игры | Игровые очки | Игровые очки | Игровые очки | Бонус за попытки | Бонус за проигрыш | Всего очков |
| № | Команда        | И    | В    | Н    | П    | +            | -            | ±            | Бонус за попытки | Бонус за проигрыш | Всего очков |
| - | -------------- | ---- | ---- | ---- | ---- | ------------ | ------------ | ------------ | ---------------- | ----------------- | ----------- |
| 1 | Австралия      | 3    | 3    | 0    | 0    | 85           | 48           | +37          | 1                | 0                 | 13          |
| 2 | Новая Зеландия | 3    | 2    | 0    | 1    | 85           | 65           | +20          | 1                | 0                 | 9           |
| 3 | Аргентина      | 3    | 1    | 0    | 2    | 64           | 98           | -34          | 1                | 0                 | 5           |
| 4 | ЮАР            | 3    | 0    | 0    | 0    | 65           | 88           | -23          | 0                | 2                 | 2           |